# Eberhard Kaulbach
Eberhard Kaulbach (* 22. Juni 1902 in Schneidemühl; † 1987) war ein deutscher Oberst und Militärattaché der Wehrmacht.

## Leben
Eberhard Kaulbach entstammte einer Beamten- und Offiziersfamilie. Nach Schulbesuch trat er dem Kadettenkorps bei und schloss 1921 sein Abitur ab.
Am 1. April 1921 trat er dem Infanterie-Regiment 9 der Reichswehr bei. Nach dem Besuch der Kriegs- und Waffenschule wurde er 1924 Leutnant. Für zehn Jahre war er in einem Infanterie-Regiment in Potsdam. Von 1934 bis 1936 war er an der Kriegsakademie. Anschließend wurde er als Generalstabsoffizier eingesetzt.
In der Wehrmacht war er u. a. in der 7. Abteilung im Generalstab des Heeres und als Major Erster Generalstabsoffizier (Ia) der 58. Infanterie-Division. Am 1. April 1943 wurde er zum Oberst befördert.
Ab Ende 1942 war er bis Mitte Februar 1943 Chef des Generalstabes des XIII. Armeekorps.
Vom 15. August 1943 bis 5. März 1944 war er Chef des Generalstabes des XXI. Gebirgsarmeekorps. Von August 1944 bis Kriegsende war er Militärattaché bei der Gesandtschaft in Lissabon.
Ab 1951 war er als Angestellter im Amt Blank aktiv und war dort Leiter der Gruppe militärische Auslandsfragen und Leiter der NATO-Verbindungsgruppe. Von da an war er bis 1954 militärischen Sachverständiger der deutschen Delegation für eine Europäische Verteidigungsgemeinschaft (EVG) in Paris. 1955 würde er bei der Überführung des Amtes als Leiter der Unterabteilung IV C Ausland/Inland des Bundesministeriums der Verteidigung nach Bonn noch übernommen. Seine Übernahme in die Bundeswehr wurde im gleichen Jahr durch den Personalgutachterausschuss, wie auch weitere Führungspersonen des ehemaligen Amtes Blank, aber abgelehnt. Die Ablehnung traf zwar auf Kritik, konnte aber die Entlassung Kaulbachs aus dem Bundesverteidigungsministerium nicht verhindern.
Ab 1957 war er als Zivilangestellter Lehrer für Militär- und Kriegsgeschichte an der Führungsakademie der Bundeswehr in Hamburg. Bis 1967 blieb er dort Lehrer. Zu seiner Verabschiedung bezeichnete Ulrich de Maizière Kaulbach als „einen der letzten Offiziere Seecktscher Prägung–im positiven Sinne“ und „ein persönliches Beispiel für Generalstabsoffiziere“.
Kaulbach veröffentlichte auch verschiedene Werke zu militärhistorischen Themen und war u. a. Mitarbeiter der Wehrwissenschaftlichen Rundschau. Gemeinsam mit William Seymour und Jacques Champagne veröffentlichte er 1979 bei Sidgwick & Jackson Ltd das Buch Waterloo–Battle of Three Armies.

## Werke (Auswahl)
- Schlieffen: Zur Frage der Bedeutung und Wirkung seiner Arbeit. Wehrwissenschaftliche Rundschau, 13 1963, S. 137–149.
- Generaloberst Hans von Seeckt–Zur Persönlichkeit und zur Leistung. Wehrwissenschaftliche Rundschau, 16, 1966, S. 666–681.
- Zur deutschen militärischen Führung in heutiger Sicht. In: Wolfgang von Groote, Ursula von Gersdorff: Entscheidung 1870–der deutsch-französische Krieg. Deutsche Verlags-Anstalt, 1970, S. 44 ff.
- Königgrätz nach Hundert Jahren–Zur militärischen Führung aus heutiger Sicht. In: Wolfgang von Groote, Ursula von Gersdorff: Entscheidung 1870–der deutsch-französische Krieg. Deutsche Verlags-Anstalt, 1970, S. 142 ff.